# Sant Miquel de Fluvià

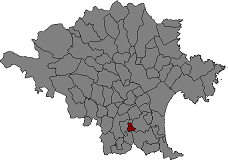
Położenie gminy na mapie comarki Alt Empordà.

Sant Miquel de Fluvià – gmina w Hiszpanii,  w Katalonii, w prowincji Girona, w comarce Alt Empordà.
Powierzchnia gminy wynosi 3,5 km². Zgodnie z danymi INE, w 2005 roku liczba ludności wynosiła 671, a gęstość zaludnienia 191,71 osoby/km². Wysokość bezwzględna gminy równa jest 28 metrów. Współrzędne geograficzne gminy to 42°10'38"N, 2°59'34"E.

## Demografia
- 1991 – 549
- 1996 – 576
- 2001 – 621
- 2004 – 654
- 2005 – 671